# Idaea remutata
Idaea remutata là một loài bướm đêm trong họ Geometridae.